# Baïssama Sankoh
Baïssama Sankoh (Nogent-sur-Marne, 20 marzo 1992) è un calciatore francese naturalizzato guineano, centrocampista del Pays du Valois e della nazionale guineana.

## Carriera

### Club
Cresciuto nella squadra francese del Guingamp, ha esordito in Ligue 1 nella stagione 2011-2012.

### Nazionale
Nel 2013 ha esordito con la nazionale guineana.

## Palmarès

### Club

#### Competizioni nazionali
- Coppa di Francia: 1

Guingamp: 2013-2014